# Georgia ai XXI Giochi olimpici invernali
La Georgia ha partecipato ai XXI Giochi olimpici invernali di Vancouver, che si sono svolti dal 12 al 28 febbraio 2010, rappresentata da una delegazione inizialmente composta da 8 atleti. Lo slittinista Nodar Kumarit'ashvili è morto durante una sessione di prova il giorno dell'apertura dei giochi; a seguito di questo evento, l'altro slittinista georgiano Levan Gureshidze ha deciso di non partecipare; perciò la Georgia è stata rappresentata da 6 atleti.

## Sci alpino
| Gara                     | Atleta             | 1° manche  | 2° manche    | Tempo totale | Posizione |
| ------------------------ | ------------------ | ---------- | ------------ | ------------ | --------- |
| Slalom speciale maschile | Iason Abramashvili | 51"89      | squalificato |              |           |
| Slalom speciale maschile | Jaba Gelashvili    | non finito |              |              |           |
| Slalom gigante maschile  | Iason Abramashvili | 1'21"85    | 1'25"38      | 2'47"23      | 46        |
| Slalom gigante maschile  | Jaba Gelashvili    | 1'23"61    | 1'26"71      | 2'50"32      | 50        |

| Gara    | Atleta         | 1° manche  | 2° manche | Tempo totale | Posizione |
| ------- | -------------- | ---------- | --------- | ------------ | --------- |
| Slalom  | Nino Tsiklauri | 59"77      | 1'02"55   | 2'02"32      | 50        |
| Gigante | Nino Tsiklauri | non finito |           |              |           |

## Pattinaggio di figura
| Gara                  | Atleta                      | Obbligatorio | Obbligatorio | Breve/Originale | Breve/Originale | Libero | Libero | Totale | Totale |
| Gara                  | Atleta                      | Punti        | Pos.         | Punti           | Pos.            | Punti  | Pos.   | Punti  | Pos.   |
| --------------------- | --------------------------- | ------------ | ------------ | --------------- | --------------- | ------ | ------ | ------ | ------ |
| Individuale femminile | Elene Gedevanishvili        |              |              | 61,92           | 9               | 93,32  | 17     | 155,24 | 14     |
| Danza su ghiaccio     | Allison Reed Otar Japaridze | 26,65        | 20           | 42,22           | 21              | 63,45  | 22     | 132,32 | 22     |

## Slittino
- Nodar Kumarit'ashvili, deceduto, complice la mancanza di protezioni in uscita dalla curva 11, durante una sessione di prove sul tracciato nel giorno di apertura dei Giochi[2]

In seguito all'incidente la partenza della prova maschile viene spostata più in basso, dov'era programmata la partenza della prova femminile, in modo da garantire velocità sensibilmente inferiori (intorno ai 145 km/h di massima). La partenza della femminile, conseguentemente, viene portata ancora più a valle.
- Levan Gureshidze non ha partecipato in seguito alla morte del suo compagno di squadra.[3]